# 林屋永吉
林屋 永吉（はやしや えいきち、1919年10月4日 - 2016年5月18日）は、日本の外交官。スペイン大使。

## 人物
京都府宇治市出身。林屋辰三郎の実弟。大阪外国語学校（現・大阪大学外国語学部）スペイン語学科を卒業後、外務省留学生としてスペイン・サラマンカ大学で学んだ。後に駐ボリビア大使、駐スペイン大使を務めた。マヤ文明「マヤ神話ポポル・ヴフ」（中央公論社）や＜大航海時代叢書：岩波書店＞の訳者の一員でもあった。メキシコのノーベル文学賞作家オクタビオ・パスと交友があり、松尾芭蕉「おくのほそ道」をスペイン語に共訳した。レアル・アカデミア・エスパニョーラの準会員（correspondientes）である。

## 翻訳
- 『ポポル・ヴフ マヤ文明の古代文書』アドリアン・レシーノス（スペイン語版、英語版） 校註 中央公論社 1961、中公文庫、改版2016
- 『コロンブス航海誌』クリストーバル・コロン 岩波文庫 1977.9
  - 増補新版『コロンブス 全航海の報告』岩波文庫 2011.2
- 『たことサボテン メキシコ』アリン・ピーターソン（スペイン語版、英語版）文 エラクリオ・ラミーレス絵 「世界の民族絵本集」河出書房新社 1994.6
- 『タバカレラ スペインたばこ専売史 1636-1998』フランシスコ・コミン・コミン（スペイン語版）, パブロ・マーティン・アセニャ（スペイン語版）編 監修 たばこ総合研究センター訳 山愛書院 2005.8